# Sântimbru-Băi
Sântimbru-Băi (węg. Csíkszentimrei Büdösfürdő) – wieś w Rumunii, w okręgu Harghita, w gminie Sântimbru. W 2011 roku pozostawała niezamieszkana.